# Service interministériel des archives de France
Pour les articles homonymes, voir SIAF et DAF.
Le service interministériel des archives de France (SIAF) est l'un des services patrimoniaux du ministère français de la Culture, gérant les attributions spécifiques aux archives de la Direction générale des Patrimoines et de l'Architecture. Il a été connu lors de sa création en 1897 jusqu'en 2009 sous le nom de Direction des archives de France, et à certaines époques de Direction générale des archives de France.
Il fixe les règles d'application des dispositions du code du patrimoine relatives aux archives. Il exerce les fonctions de contrôle que ce code attribue à l'État en matière de gestion des archives publiques et de protection de certaines archives privées.
Il mène une politique de coopération internationale en matière d'archivistique, en particulier à travers le stage technique international d'archives qu'elle organise chaque année. Il est à la disposition du délégué interministériel des archives de France dans ses missions à la tête du comité interministériel des archives de France.

## Historique
En 1897 est créée au sein du ministère de l'Instruction publique, une direction des Archives qui rassemble sous la même autorité les Archives nationales, qui relevaient déjà de ce ministère, et le bureau des archives départementales et communales. Celui-ci, créé en 1854 au ministère de l'Intérieur puis transféré à l'Instruction publique en 1884, avait la tutelle des autres services d'archives publics (à l'exception de ceux relevant des ministères de la Guerre, de la Marine et des Affaires étrangères).
En 1936, elle prend le nom de Direction des archives de France. En 1959, elle est intégrée au ministère des Affaires culturelles qui vient d'être créé.
En 2006, les Archives nationales sont constituées en service à compétence nationale distinct. Elles demeurent sous la tutelle de la direction des archives de France.
Avant sa transformation, la Direction des archives de France était régie par les arrêtés du 25 mars 2002. Elle comprenait alors l'Inspection générale des archives de France, la délégation aux célébrations nationales, le département du réseau institutionnel et professionnel, le département de la politique archivistique et de la coordination interministérielle, le département de l'innovation technologique et de la normalisation, le département des publics et le bureau des affaires générales et de la documentation.
Le 15 novembre 2009, dans le cadre de la révision générale des politiques publiques (RGPP), l'ancienne "DAF" est absorbée par la nouvelle Direction générale des Patrimoines, à la suite de la publication du décret n°2009-1393 du 11 novembre 2009 portant création de la « Direction des Patrimoines » au sein du Ministère de la Culture. Au sein de cette direction générale, les sous-directions chargées des archives constituent le service interministériel des archives de France. La Direction générale des Patrimoines conserve ainsi les attributions techniques et de contrôle des archives publiques explicitées ci-dessus.

## Organisation
Le service interministériel des archives de France comprend :
- la sous-direction de la politique interministérielle et territoriale pour les archives traditionnelles et numérique, avec :
  - bureau de la gestion, de la sélection et de la collecte
    - mission des archives privées

  - bureau des traitements et de la conservation
    - mission pour la conservation

  - bureau des missions
- la sous-direction de l'accès aux archives et de la coordination du réseau
  - bureau de l'accès aux archives
  - bureau du réseau
  - Centre national du microfilm et de la numérisation[4]
- la mission aux commémorations nationales

Il contrôle les services à compétence nationale que sont les Archives nationales, les Archives nationales du monde du travail et les Archives nationales d'outre-mer.
En mars 2017, le service interministériel des archives de France lance FranceArchives, portail qui propose de nombreuses ressources archivistiques et un moteur de recherche agrégeant les inventaires et données de services d'archives (archives municipales et départementales, Archives nationales, archives diplomatiques, archives de la défense).

## Directeurs des archives
La fonction de responsable national des archives de France est exercée depuis 1897 sous diverses titulatures (directeur des archives de France, directeur général des archives de France, et depuis 2010 directeur, chargé des archives de France).
En 2010, le SIAF est créé et placé sous l'autorité d'Hervé Lemoine, conservateur général du patrimoine, jusqu'à son départ le 12 février 2018 pour prendre la direction du Mobilier national. Françoise Banat-Berger lui succède de 2019 ; elle est remplacée en février 2025 par Bruno Ricard. 